# 531
531 (DXXXI) fue un año común comenzado en miércoles del calendario juliano, en vigor en aquella fecha.
En el Imperio romano, el año fue nombrado como el año después del consulado de Lampadio y Probo, o menos comúnmente, como el 1284 Ab urbe condita.

## Acontecimientos

### Por lugar

#### Imperio bizantino
- 19 de abril: Belisario es derrotado en la batalla de Calínico; Mundo asume brevemente el mando del ejército.
- Algunos miembros de las facciones de carreras de cuadrigas Azul y Verde en Constantinopla son encarcelados por asesinato, precipitando la revuelta Niká al año siguiente.

#### Europa
- El rey Amalarico destituye al prefecto de Hispania, Esteban, no nombrándole sustituto y aboliendo el cargo. Motivado por los malos tratos infligidos por Amalarico a su esposa católica, la princesa franca Clotilde, su hermano el rey franco Childeberto I invade la Septimania, donde es severamente castigado por la defensa visigoda. Teudis, el mayor magnate del reino, no une sus tropas a las del rey Amalarico.
- Batalla de Narbona: Los francos derrotan a los visigodos. Amalarico huye a Barcelona. Los francos reconquistan a los visigodos Rodez, y Childeberto recupera a Clotilde y vuelve a sus posesiones. En Barcelona el rey Amalarico es apuñalado y muerto por un franco llamado Besón o bien sus propias tropas. Los nobles visigodos eligen como rey al más poderoso de ellos, el antiguo gobernador ostrogodo Teudis, que sucede a Amalarico en el trono visigodo.
- Hispania visigoda: la capital se traslada de Barcelona a Mérida.[1]
- Los francos y sajones derrotan al Reino de Turingia.

#### Asia
- Acaba el reinado de Chang Guang Wang, gobernante de la Dinastía Wei septentrional.
- Cosroes I sucede a Kavad I como rey de Persia.

### Por tema

#### Religión
- Carta del obispo de Toledo Montano al magnate Turribius.

## Fallecimientos
- Amalarico, rey visigodo, asesinado.
- Clotilde, hija del rey franco Clodoveo I y de la reina Clotilde, y esposa de Amalarico, rey visigodo.